# الحد
شهر الحد (به عربی: الحد) در الحد در کشور بحرین واقع شده‌است. جمعیت این شهر ۱۲٫۷۹۷ نفر است.